# راینر شونه
راینر شونه (انگلیسی: Reiner Schöne؛ زادهٔ ۱۹ ژانویهٔ ۱۹۴۲) یک هنرپیشه و صداپیشه اهل آلمان است. وی از سال ۱۹۵۷ میلادی تاکنون مشغول فعالیت بوده‌است.
از فیلم‌ها یا برنامه‌های تلویزیونی که وی در آن نقش داشته است می‌توان به مورتال کامبت: نابودی، قصه کلفت، تحریم آیگر اشاره کرد.